# Very best II
《Very best II》는 2006년 8월 2일 발매한 V6의 2번째 베스트 앨범이다.

## 설명
- 《musicmind》 앨범 발매 이후 약 9개월만의 앨범. 베스트 앨범은  《Very best》이후 약 5년 반만의 발매.
- 17번째 싱글 《CHANGE THE WORLD》싱글을 모두 수록하였다 (더블 A사이드 싱글은 1번째 곡만 수록).
- 초회 한정반 A(2CD+응모권 A)·초회 한정반 B(2CD+응모권 B)·통상반(2CD)로 3타입.
- DISC 1은 전곡 타이업이 붙어있다.
- 앨범 발매를 기념으로 2006년 8월 1일, 《V6의 올 나잇 니폰》이라는 1일 한정 라디오로 전곡을 공개하였다.

## 응모권
- 공통: V6 멤버 각각 제작한 ‘Very best Ⅱ’ 상품을 추첨으로 600명에게 선물.
- 초회 한정반 A: TV 아사히 ‘뮤직 스테이션 V6 스페셜 DVD’응모자 전원에게 선물.
- 초회 한정반 A:  V6스페셜 DVD ‘それぞれの空-DRAMA STORY CLIP- DVD’응모자 전원에게 선물.

## 수록곡
DISC 1은 3가지 타입 모두 같다. DISC 2 9번트랙부터 차이가 있다.

### DISC 1
1. CHANGE THE WORLD
2. 愛のMelody / 사랑의 Melody
3. キセキのはじまり / 기적의 시작
4. 出せない手紙 / 부치지 못한 편지
5. Feel your breeze
6. one (Japanese version) (feat.Shoo(S.E.S.))
7. メジルシの記憶 / 각인의 기억
8. Darling
9. COSMIC RESCUE
10. 強くなれ / 강해져라
11. ありがとうのうた / 감사의 노래
12. サンダーバード-your voice- / 선더버드-your voice-
13. UTAO-UTAO
14. Orange
15. グッデイ!! / 굿데이!!

### DISC 2:통상반
1. 上弦の月 / 상현의 달
2. GOOD ENOUGH
3. MAGMA
4. 特別な夜は平凡な夜の次に来る / 특별한 밤은 평범한 밤 다음에 온다
5. Brand-New World
6. BREAKTHROUGH (Coming Century)
7. INNOCENCE (20th Century)
8. それぞれの空 / 각자의 하늘
9. A・SA・YA・KE
10. ラヴ・シエスタ / 러브 시에스타
11. Hard Luck Hero
12. Drivin’
13. 晴れ過ぎた空 / 너무나 맑은 하늘
14. Train
15. タイムカプセル / 타임 캡슐

### DISC 2:초회한정반A
1. 上弦の月 / 상현의 달
2. GOOD ENOUGH
3. MAGMA
4. 特別な夜は平凡な夜の次に来る / 특별한 밤은 평범한 밤 다음에 온다
5. Brand-New World
6. BREAKTHROUGH (Coming Century)
7. INNOCENCE (20th Century)
8. それぞれの空 / 각자의 하늘
9. days-tears of the world- (20th Century)
10. ちぎれた翼 (20th Century) / 찢어진 날개
11. 夏のメモリー (20th Century) / 여름의 메모리
12. silver bells(Coming Century)
13. SHδDδ(Coming Century)
14. 恋のシグナル (Coming Century) / 사랑의 시그널
15. グッデイ!! (Very best II version) 굿데이!!

### DISC 2:초회한정반B
1. 上弦の月 / 상현의 달
2. GOOD ENOUGH
3. MAGMA
4. 特別な夜は平凡な夜の次に来る / 특별한 밤은 평범한 밤 다음에 온다
5. Brand-New World
6. BREAKTHROUGH (Coming Century)
7. INNOCENCE (20th Century)
8. それぞれの空 / 각자의 하늘
9. Over Drive (Go Morita & Hiroshi Nagano)
10. JUST YOU CAN MAKE ME HIGH (Masayuki Sakamoto,Junichi Okada)
11. Top Checker (Coming Century feat.Yoshihiko Inohara)
12. X,T,C,beat (20th Century feat.Ken Miyake)
13. 君に会えない日も (Hiroshi Nagano, Yoshihiko Inohara, Junichi Okada) / 널 만날 수 없는 날도
14. UNLIMITED (Masayuki Sakamoto, Go Morita, Ken Miyake)
15. CHANGE THE WORLD (Very best II version)